# Magí Crusells Valeta
Magí Crusells Valeta (Barcelona, 1966) és un historiador català especialitzat en història del cinema.
És doctor en Història Contemporània per la Universitat de Barcelona, on hi imparteix docència. Va dedicar la seva tesi doctoral, llegida l'any 1997, al tractament de les Brigades Internacionals des del cinema documental. Actualment és director del Centre d'Investigacions Film-Història, fundat l'any 1983, i que basa les seves recerques en el cinema, com a font històrica i eina per aprofundir en el coneixement de l'evolució del món contemporani. Ha sigut deixeble i col·laborador de Josep Maria Caparrós Lera.
Magí Crusells és un estudiós del cinema i la cultura popular nacional i internacional al llarg del segle xx, tot destacant els estudis realitzats sobre aquesta mateixa temàtica en el context de la Guerra Civil Espanyola i el Franquisme, com ara la investigació realitzada sobre les pel·lícules que va mirar personalment Franco a les seves projeccions cinematogràfiques privades.

## Llibres
- The Beatles: una filmografía musical, Barcelona, Royal Books, 1995 (coautor).[8]
- Mi historia con John Lennon, historia basada en hechos reales. 2001(8)
- La Guerra Civil española : cine y propaganda, Barcelona, Ariel, 2000.[9]
- Las Brigadas Internacionales en la pantalla, Ciudad-Real, Universidad de Castilla-La Mancha, 2001.[10]
- Cine y guerra civil española: imágenes para la memoria, Madrid, Ediciones JC, 2006.[11]
- Las Grandes películas del cine español, Madrid, Ediciones JC, 2007 (coautor).[12]
- Directores de cine en Cataluña : de la A a la Z, Barcelona, Publicacions de la Universitat de Barcelona, 2008.[13]
- 100 documentales para explicar historia : de Flaherty a Michael Moore, Madrid, Alianza Editorial, 2010 (coautor).[14]
- ¡Qué llegan los Beatles! Cuatro chicos de Liverpool en la España franquista (1964-1975), Girona, Lenoir Ediciones, 2015.[15]
- Las Películas que vio Franco (y que no todos pudieron disfrutar). Cine en El Pardo, 1946-1975, Madrid, Ediciones Cátedra, 2018 (coautor).[16]